# Kantongerecht Middelburg

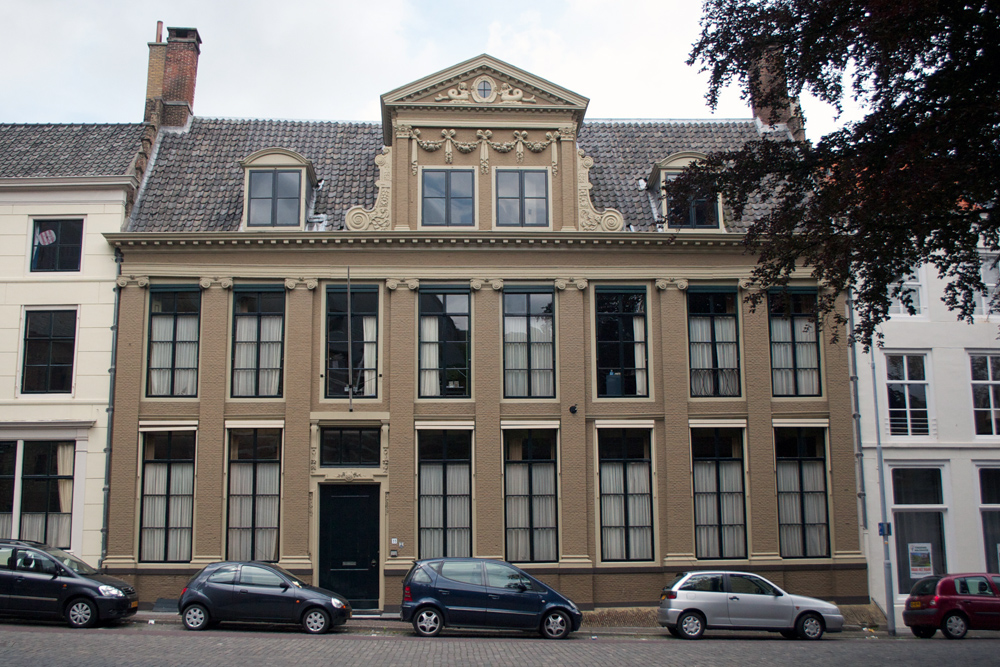
Het kantongerecht aan de Balans 11

Het kantongerecht Middelburg was van 1838 tot 2002 een van de kantongerechten in Nederland. Na de afschaffing van het kantongerecht als zelfstandig gerecht bleef Middelburg zittingsplaats voor de sector kanton van de rechtbank Middelburg. Na 2013 bleef Middelburg een van de locaties van de rechtbank Zeeland-West-Brabant. 
Het gerecht heeft in de loop der jaren op meerdere locaties gezeten. Het pand Balans 11 was van 1912 tot 1991 in gebruik als kantongerecht.

## Het kanton
Kantons zijn in Nederland ingevoerd in de Franse tijd. In ieder kanton resideerde een vrederechter. Toen deze in 1838 werd opgevolgd door de kantonrechter ging dat gepaard met een forse inkrimping van het aantal kantons. Het nieuwe kanton Middelburg was het gevolg van een fusie tussen het oude  kanton Middelburg en het kanton Veere. Zoals gebruikelijk bij kantons met de zetel in de hoofdstad van een provincie was Middelburg een kanton der 1ste klasse.